# Ломиніс вогнистий
{{#ifeq:0|0|{{#if:Clematis flammula|{{#if:|[[]}}|[[]]}}}}
Ломи́ніс вогни́стий (Clematis flamula)) — багаторічна рослина родини жовтецевих. Етимологія: лат. flammula — «маленьке полум'я».

## Морфологічна характеристика
Багаторічна напівдерев'яниста й вічнозелена трав'яниста рослина. Може досягати висоти 5 м, хоча зазвичай менша. Листки (8)15–35(50) × (3)5–15(25) мм, в більшості складаються з п'яти листових фрагментів, рідко бувають лінійними, цілими, загостреними. Квітки білі, дуже запашні, близько 3 см в діаметрі, і відкритий в літній час. Плоди — Сім'янки 4,5–5 мм, яйцеподібні й мають до 2 сантиметрів завдовжки, перисті хвости.

## Поширення
Батьківщина. Північна Африка: Алжир; Лівія; Марокко; Туніс. Кавказ: Грузія. Західна Азія: Іран; Ізраїль; Ліван; Сирія; Туреччина. Європа: Україна — Крим; Албанія; Болгарія; країни колишньої Югославії; Греція; Італія; Франція; Португалія; Гібралтар; Іспанія. Рослина також культивується.

## Використання
Окрім деякого використання в декоративних цілях, рослину використовують для закріплення рухомих ґрунтів на еродованих ділянках поблизу морських пляжів.

## Галерея

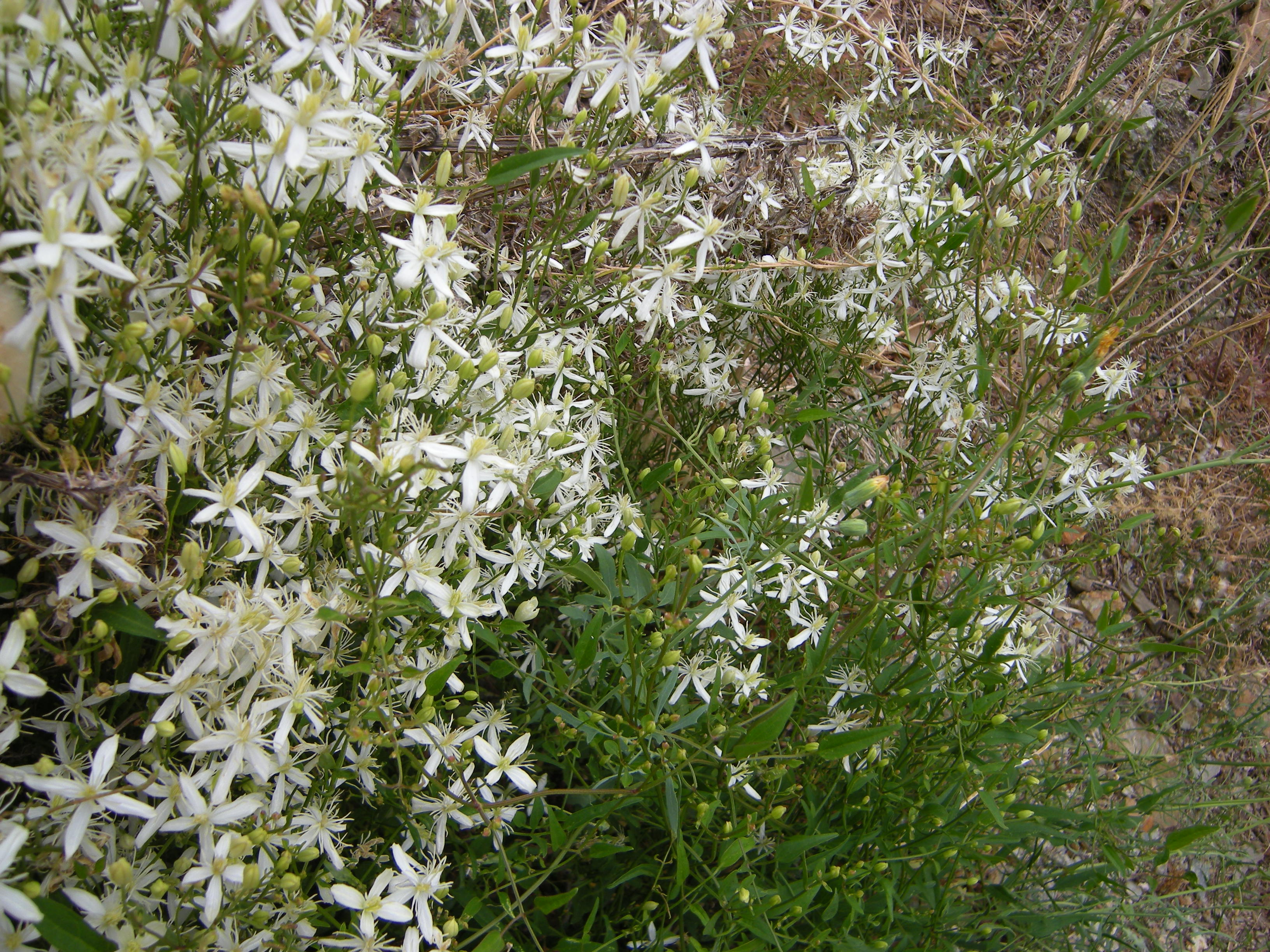
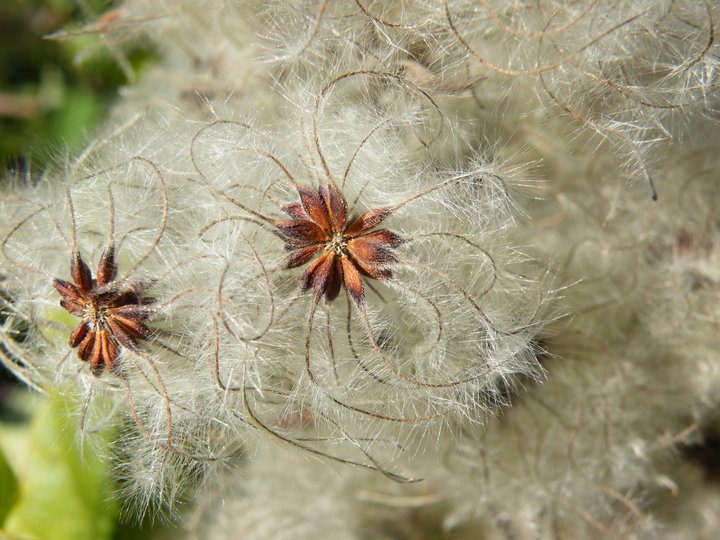
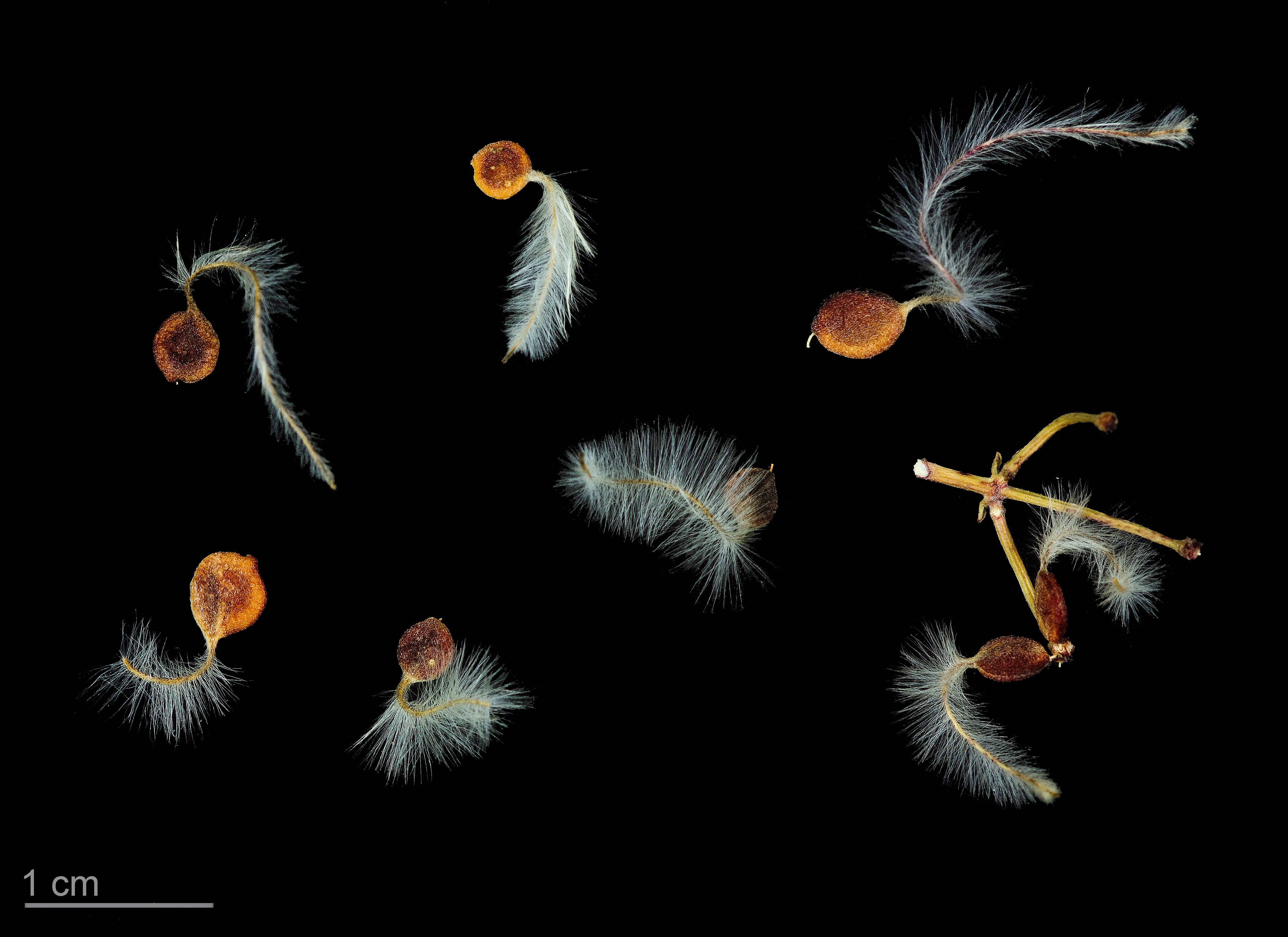